# Мухтар, Хани
Хани Абубакар Мухтар (нем. Hany Abubakar Mukhtar; род. 21 марта 1995, Берлин, Германия) — немецкий футболист, полузащитник клуба «Нэшвилл».

## Клубная карьера
Начинал свою карьеру Хани в «Штерне», а в семилетнем возрасте стал игроком системы «Герты». В 2012 году он стал чемпионом Германии в составе команды до семнадцати лет. В сезоне 2012/13 он дебютировал за «Герту» во второй Бундеслиге, провёл семь матчей. Его дебют в первой Бундеслиге состоялся 26 октября 2013 года в матче против мюнхенской «Баварии». Всего Хани провёл десять матчей в сезоне 2013/14.
15 января 2015 года Мухтар перешёл в «Бенфику», подписав контракт до 2020 года. По сведениям kicker «Герта» получила за игрока 500 тыс. евро и обговорила долю из его следующего трансфера. 10 апреля 2015 года он провёл свой первый матч в Португалии, сыграв и забив гол за «Бенфику B» в матче Сегунды против «Шавеша». За первую «Бенфику» в Примейре дебютировал 23 мая 2015 года в матче против «Маритиму».
28 августа 2015 года Мухтар был взят в аренду австрийским «Ред Булл Зальцбург» на один год с опцией выкупа. В австрийской Бундеслиге дебютировал 30 августа 2015 года в матче против «Штурм Грац». 17 октября 2015 года в матче против «Адмира Ваккер Мёдлинг» забил свой первый гол за «Ред Булл».
20 июля 2016 года Мухтар был взят в аренду датским «Брондбю» на один год с опцией выкупа. В датской Суперлиге дебютировал 24 июля 2016 года в матче против «Силькеборга». 21 августа 2016 года в матче против «Орхуса» забил свой первый гол за «Брондбю».
27 августа 2019 года было объявлено, что в январе 2020 года Мухтар перейдёт в клуб MLS «Нэшвилл», став первым назначенным игроком в истории новой франшизы лиги. По сведениям ESPN сумма трансфера составила около $2,85 млн, «Нэшвилл» также выплатил $100 тыс. в общих распределительных средствах «Сиэтл Саундерс» за право подписать его. 29 февраля 2020 года он участвовал в дебютном матче «Нэшвилла» в главной лиге США, соперником в котором был «Атланта Юнайтед». В матче против «Атланта Юнайтед» 12 сентября 2020 года забил свой первый гол за «Нэшвилл». 14 октября 2020 года в матче против «Хьюстон Динамо» сделал дубль, за что был назван игроком недели в MLS. 17 июля 2021 года в матче против «Чикаго Файр» оформил первый хет-трик в истории «Нэшвилла». По итогам сезона 2021, в котором набрал 28 баллов по системе «гол+пас», был включён в символическую сборную MLS, а также номинировался на звание самого ценного игрока MLS, но в голосовании занял второе место, уступив Карлесу Хилю. Был отобран на Матч всех звёзд MLS 2022, в котором команда звёзд MLS принимала команду звёзд Лиги MX. В августе 2022 года забил семь голов и отдал пять голевых передач, за что был назван игроком месяца в MLS. По итогам сезона 2022 стал лучшим бомбардиром MLS с 23 голами, а также отдал 11 голевых передач, был признан самым ценным игроком MLS и был включён в символическую сборную MLS. В мае 2023 года забил шесть голов и отдал две голевые передачи, за что во второй раз удостоился звания игрока месяца в MLS. Был отобран на Матч всех звёзд MLS 2023, в котором сборная звёзд MLS принимала английский «Арсенал».

## Карьера в сборной
Хани выступал за юношеские сборные Германии. Был членом сборной до 19 лет, в составе которой он стал чемпионом Европы 2014, забив победный гол португальцам в финальном матче турнира. Был включён в символическую сборную турнира.

## Достижения
Командные
- Чемпион Второй Бундеслиги: 2012/13
- Чемпион Австрии: 2015/16
- Обладатель Кубка Австрии: 2015/16
- Обладатель Кубка Дании: 2017/18
- Чемпион Европы среди юношей до 19 лет: 2014

Личные
- Член символической сборной чемпионата Европы среди юношей до 19 лет: 2014
- Самый ценный игрок MLS: 2022
- Лучший бомбардир MLS: 2022 (23 мяча)
- Член символической сборной MLS: 2021, 2022
- Игрок месяца в MLS: август 2022, май 2023
- Участник Матча всех звёзд MLS: 2022, 2023

## Личная жизнь
Отец Хани — родом из Судана, а мать — немка.